# Середньовічне село Косместон
Середньовічне село Косместон (валл. Pentref Canoloesol Cosmeston, англ. Cosmeston Medieval Village) — музей просто неба у місті Пенарт за 8 км від столиці Уельсу Кардіффа. Музей є реконструкцією поселення XIV століття, на основі розкопок, що проводилися у 1980-х роках.

## Історія
Перші згадки про поселення Костентінстун (Costentinstune) відносяться до XII століття. Тоді вона належала франко-норманнському лицареві де Костентіну. У 1316 році маєток перейшов до лицаря де Кавершама. Епідемія чуми 1340 року повністю спустошила місцевість.
Наступна згадка про поселення датується 1550 роком, коли власником став сер Херберт. У 1776 році землі перейшли до пера Англії — маркіза Б'юта, барона Кардіффа. До кінця XIX століття від Косместона практично не залишилося слідів. У 1978 році, під час робіт по влаштуванню природного парку Cosmeston Lakes Country, були виявлені артефакти середньовічної громади. Згодом село реконструювали і організували музей. Зараз це також і центр товариства «Історична реконструкція». Тут знімалися епізоди серіалів «Доктор Хто» і «Мерлін». Археологічні дослідження Косместона тривають досі. Значущими знахідками у 2011 році стали фрагменти чаш для омивання рук, прикрашені головою барана.

## Опис музею

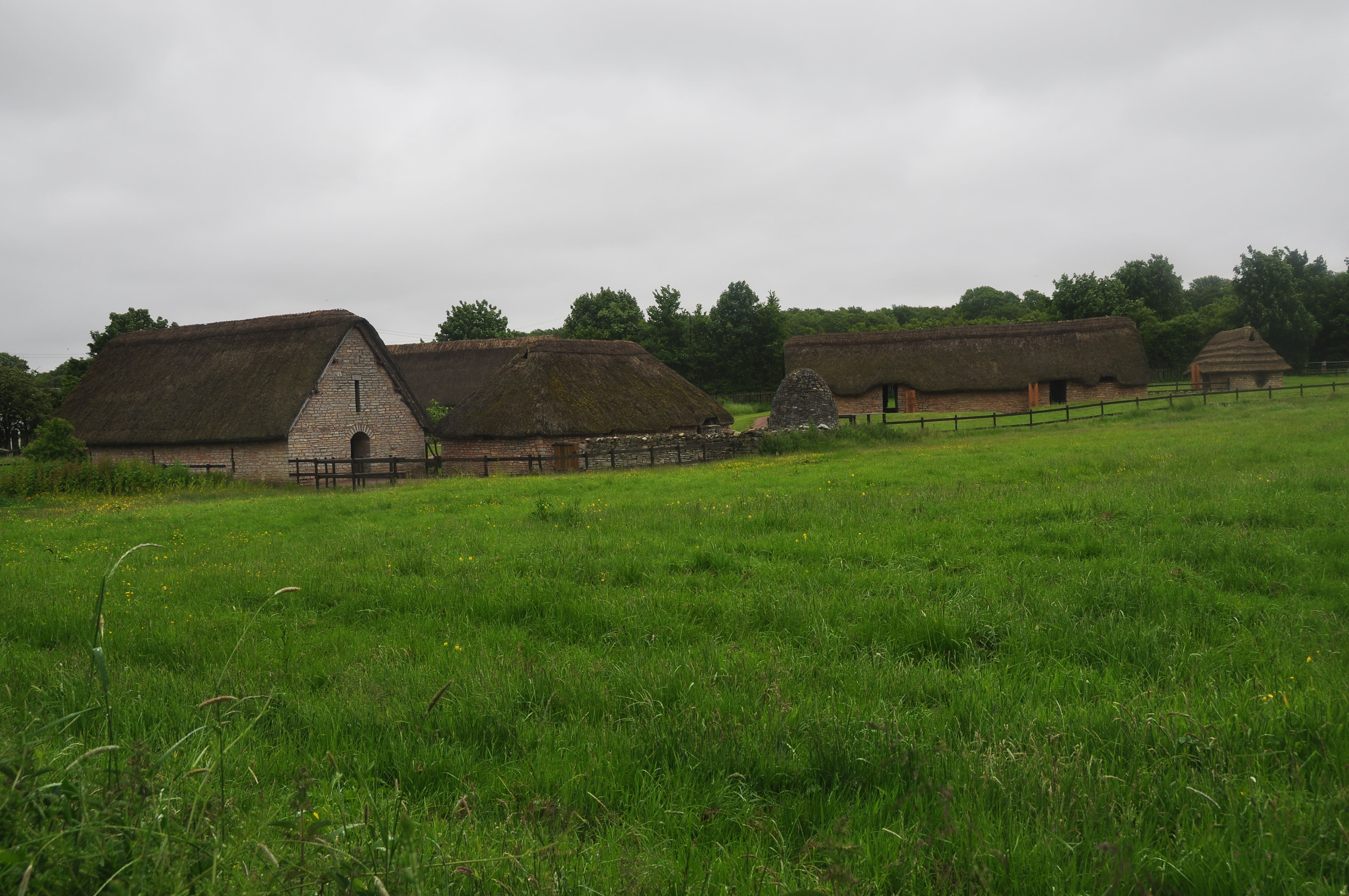

Сучасні реконструйовані будівлі села є лише невеликою частиною того, що колись належало до маєтку кінця епохи середньовіччя. Але вони відновлені гранично точно. Найбільший будинок — Ферма Волтера. Це — котедж, сарай і хлів з відкритим двором і садом. Тут жив керуючий маєтком, що забезпечував належне функціонування господарства.
Котедж Джейка — проста прямокутна будівля для менш заможної сім'ї. У таких будинках жили вільні селяни, що займали певні посади і були судовими присяжними.
Будинок пекаря — котедж з окремою будівлею пекарні. Тут була піч для хліба і пивоварня. Споруда використовувалася і як таверна.
Великий сарай витягнутої форми служив для зберігання врожаю, взятого як податок для церкви. Біля сараю знаходиться Будинок свинопаса. Він дуже специфічний, тому що є комбінацією будинку, свинарника і м'ясного двору.
Хата травника є невеликою мазанкою з ділянкою для вирощування рослин. Вона виконувала роль аптеки.

## Природний парк
Значною частиною проекту є органічне поєднання села з навколишнім ландшафтом. Територія входить у зону заповідного природного парку, що охоплює понад 100 га. Це — ділянки водно-болотних угідь, лісів, лугів, садів. У теплу пору року, прогулюючись по парку, можна побачити рідкісні фіалки, дзвоники, орхідеї, лілії. У ставках живуть безліч мігруючих птахів. Серед них — лебеді, пірникози, солов'ї, стрижі тощо. У холодну пору туристів порадують ручні білки, дрібні зимуючі птахи, лебеді і лиски. Парк має камери спостереження в гніздах птахів. Відзнятий матеріал демонструється в центрі для відвідувачів біля входу у село.